# Bataille du cap Saint-George
Seconde Guerre mondiale - Pacifique
Batailles
- Cap Torokina
- Baie de l'Impératrice-Augusta
- Rabaul (1943)
- Lagune de Koromokina
- Piva Trail (en)
- Coconut Grove (en)
- Piva Forks (en)
- Cap Saint-George
- Raid sur Koiari (en)
- Hellzapoppin Ridge et Hill 600A (en)
- Contre-attaque de Bougainville
- Pearl Ridge (en)
- Tsimba Ridge (en)
- Slater's Knoll (en)
- Rivière Hongorai (en)
- Bataille de Porton Plantation (en)
- Ratsua (en)

Terrestres : 
- Invasion de Tulagi
- Guadalcanal
- Opération Ke
- Nouvelle-Géorgie
- Vella Lavella
- Îles du Trésor
- Choiseul
- Bougainville
- Îles Green

Navales :
- Détroit de Blackett
- I-Go
- Bataille du golfe de Kula
- Kolombangara
- Golfe de Vella
- Vella Lavella (navale)
- Baie de l'Impératrice Augusta
- Horaniu
- Cap Saint-George

La bataille du Cap Saint-Georges est une bataille navale de la guerre dans le Pacifique pendant la Seconde Guerre mondiale, qui a eu lieu le 26 novembre 1943 entre la marine impériale japonaise et la marine américaine. Cet affrontement, qui s'insère dans le cadre de la bataille de Bougainville, a été le dernier engagement maritime de la campagne des îles Salomon et s'est déroulé entre le Cap Saint-Georges (pointe sud de la Nouvelle-Irlande, Nouvelle-Guinée) et Buka (île au nord de Bougainville, Salomon).

## Bataille

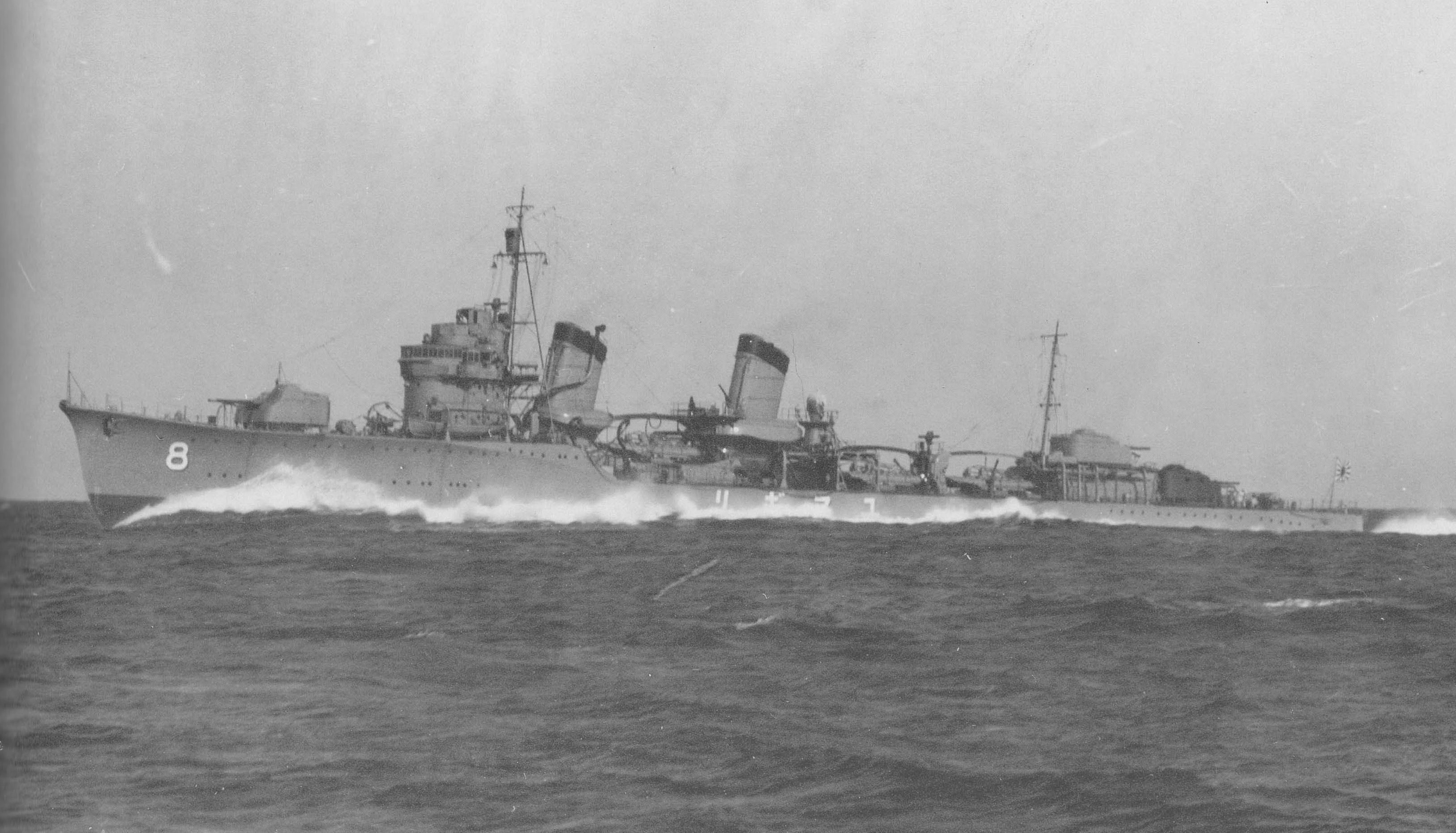
Le destroyer japonais Yūgiri, photographié en novembre 1930.

Alors que les Marines avaient pris pied sur Bougainville, dans la baie de l'Impératrice Augusta, dans le cadre de ce qui allait devenir la bataille de Bougainville, cette opération représentait une menace pour la base japonaise de Buka, à l'ouest de Bougainville. Les destroyers de transport Amagiri, Yugiri et Uzuki embarquèrent 900 soldats japonais et, escortés des destroyers Onami et Makinami, firent route vers Buka sous les ordres du capitaine Kiyoto Kagawa.
La marine américaine fut informée de ce Tokyo Express et envoya 5 destroyers de la classe Fletcher (USS Charles Ausburne, USS Claxton, USS Dyson, USS Converse et USS Spence) sous les ordres du capitaine Arleigh Burke pour l'intercepter.
Les destroyers japonais avaient débarqué les soldats et du matériel, et réembarqué un nombre équivalent de marins qui avaient formé la garnison, et avaient repris la route de Rabaul lorsqu'ils furent repérés par les radars des navires américains vers 1 h 40. Alors que les Japonais n'avaient pas encore repéré les navires américains, ceux-ci lancèrent leurs torpilles. Le Onami fut frappé par plusieurs torpilles et coula immédiatement. Le Makinami fut mis hors de combat par une torpille et fut coulé à la suite d'une canonnade. Les destroyers de transport fuirent alors dans des directions différentes. Burke poursuivit le Yugiri et le coula vers 3 h 30.
Cette bataille était la dernière bataille entre navires de surface dans les eaux des Salomon. Elle marquait donc la fin du Tokyo Express et de la résistance japonaise dans les îles Salomon. Elle marquait aussi le succès du radar, que les Américains avaient donc finalement réussi à transformer en un outil de combat nocturne efficace capable de battre les Japonais à un jeu nocturne où ils avaient été les meilleurs pendant quasiment toute la campagne des Salomon. 
Les prochains engagements entre navires de surface dans le Pacifique allait avoir lieu en juin 1944, dans le cadre de l'opération Forager. Le premier engagement serait la bataille de la mer des Philippines, et il démontrerait une fois pour toutes qui avait la maîtrise des mers.

## Sources
- (en) Cet article est partiellement ou en totalité issu de l’article de Wikipédia en anglais intitulé « Battle of Cape St. George » (voir la liste des auteurs).